# Pipes of Peace (chanson)
Pipes of Peace est une chanson écrite, composée et interprétée par Paul McCartney et parue sur l'album du même nom en 1983.
La phrase « in love our problems disappear » dans l'introduction fait référence à une citation du poète indien Rabindranath Tagore.

## Single
Le single atteint la première place du classement des ventes de singles au Royaume-Uni pendant deux semaines, ce qui en fait le premier numéro un pour McCartney en tant qu'artiste solo.

## Clip
Le clip met en scène la Trêve de Noël pendant la Première Guerre mondiale. Un soldat britannique et un soldat allemand, tous les deux interprétés par McCartney, se rencontrent et échangent des photos de leurs proches. La vidéo est tournée à Chobham Common (en) avec la participation d'une centaine de figurants,.
Le 21 février 1984, le clip reçoit le prix de la meilleure vidéo 1983 aux British Rock and Pop Awards diffusés en direct sur BBC One.